# 愛知県幼稚園一覧
愛知県幼稚園一覧（あいちけんようちえんいちらん）は、愛知県の幼稚園の一覧。廃止された幼稚園については愛知県幼稚園の廃園一覧を参照。

## 公立幼稚園

### 名古屋市

#### 千種区
- 名古屋市立第二幼稚園

#### 東区
- 名古屋市立大幸幼稚園
- 名古屋市立第一幼稚園

#### 北区
- 名古屋市立おりべ幼稚園
- 名古屋市立楠西幼稚園

#### 西区
- 名古屋市立第三幼稚園

#### 昭和区
- 名古屋市立吹上幼稚園

#### 瑞穂区
- 名古屋市立高田幼稚園

#### 中川区
- 名古屋市立常磐幼稚園
- 名古屋市立春田幼稚園
- 名古屋市立荒子幼稚園

#### 守山区
- 名古屋市立二城幼稚園

#### 緑区
- 名古屋市立鳴子幼稚園
- 名古屋市立大高幼稚園
- 名古屋市立神の倉幼稚園
- 名古屋市立桶狭間幼稚園

#### 名東区
- 名古屋市立猪高幼稚園
- 名古屋市立西山台幼稚園
- 名古屋市立梅森坂幼稚園

#### 天白区
- 名古屋市立植田幼稚園

### 岡崎市
- 岡崎市立梅園幼稚園
- 岡崎市立広幡幼稚園
- 岡崎市立矢作幼稚園

### 半田市
- 半田市立半田幼稚園
- 半田市立乙川幼稚園
- 半田市立亀崎幼稚園
- 半田市立成岩幼稚園
- 半田市立宮池幼稚園
- 半田市立板山幼稚園
- 半田市立花園幼稚園

### 津島市
- 津島市立津島幼稚園

### 碧南市
- 碧南市立大浜幼稚園
- 碧南市立新川幼稚園
- 碧南市立棚尾幼稚園
- 碧南市立中央幼稚園
- 碧南市立西端幼稚園

### 刈谷市
- 刈谷市立刈谷幼稚園
- 刈谷市立日高幼稚園
- 刈谷市立衣浦幼稚園
- 刈谷市立朝日幼稚園
- 刈谷市立住吉幼稚園
- 刈谷市立重原幼稚園
- 刈谷市立平成幼稚園
- 刈谷市立双葉幼稚園
- 刈谷市立かりがね幼稚園
- 刈谷市立富士松南幼稚園
- 刈谷市立富士松北幼稚園
- 刈谷市立小垣江東幼稚園
- 刈谷市立小垣江幼稚園
- 刈谷市立小高原幼稚園
- 刈谷市立東刈谷幼稚園
- 刈谷市立井ケ谷幼稚園

### 豊田市
- 豊田市立上郷幼稚園
- 豊田市立朝日幼稚園
- 豊田市立高橋幼稚園
- 豊田市立住吉幼稚園
- 豊田市立挙母幼稚園
- 豊田市立トヨタ幼稚園
- 豊田市立童子山幼稚園
- 豊田市立平山幼稚園
- 豊田市立美山幼稚園
- 豊田市立山之手幼稚園
- 豊田市立藤薮幼稚園
- 豊田市立野見幼稚園
- 豊田市立花園幼稚園
- 豊田市立若林幼稚園
- 豊田市立東丘幼稚園
- 豊田市立足助幼稚園
- 豊田市立宮口幼稚園
- 豊田市立小渡幼稚園
- 豊田市立美和幼稚園

### 安城市
- 安城市立安城北部幼稚園
- 安城市立安城幼稚園
- 安城市立東栄幼稚園
- 安城市立さくの幼稚園

### 西尾市
- 西尾市立西尾幼稚園
- 西尾市立鶴城幼稚園
- 西尾市立平坂幼稚園

### 犬山市
- 犬山市立犬山幼稚園

### 常滑市
- 常滑市立三和東幼稚園
- 常滑市立常滑幼稚園

### 小牧市
- 小牧市立第一幼稚園

### 新城市
- 新城市立新城幼稚園
- 新城市立八名幼稚園

### 知多市
- 知多市立梅が丘幼稚園
- 知多市立東部幼稚園

### 高浜市
- 高浜市立高取幼稚園
- 高浜市立高浜幼稚園
- 高浜市立吉浜幼稚園
- 高浜市立高浜南部幼稚園

### 清須市
- 清須市立西枇杷島第一幼稚園
- 清須市立西枇杷島第二幼稚園

### 知多郡

#### 阿久比町
- 阿久比町立ほくぶ幼稚園

## 私立幼稚園

### 名古屋市

#### 千種区
- 愛英幼稚園
- 上野幼稚園
- 城山幼稚園
- 城山学院幼稚園
- 自由ヶ丘幼稚園
- 椙山女学園大学附属幼稚園
- 聖マリア幼稚園
- 第二自由ヶ丘幼稚園
- 第三自由ヶ丘幼稚園
- 天満幼稚園
- ルーテル幼稚園
- 若竹幼稚園
- わかば幼稚園

#### 東区
- 建中寺幼稚園
- 聖母幼稚園
- 筒井幼稚園
- 名古屋文化幼稚園
- 東桜幼稚園
- 明星幼稚園
- 名古屋柳城短期大学附属柳城幼稚園

#### 北区
- 上飯田幼稚園
- 久国幼稚園
- 金城幼稚園
- 光和幼稚園
- 城北幼稚園
- ゼンヌ幼稚園
- 名古屋楠幼稚園
- 如意幼稚園
- 聖心幼稚園
- 山田幼稚園
- 若松幼稚園

#### 西区
- 桂幼稚園
- 国風第一幼稚園
- 国風第二幼稚園
- 国風第三幼稚園
- 西城幼稚園
- 善光寺別院幼稚園
- 名古屋西幼稚園
- 幅下幼稚園
- 枇杷島幼稚園
- みどりヶ丘幼稚園
- 名城幼稚園

#### 中村区
- 飯田幼稚園
- 岩塚第一幼稚園
- 上の宮幼稚園
- 清正幼稚園
- 太閤幼稚園
- 中京幼稚園
- とよとみ幼稚園
- 同朋幼稚園
- 名古屋遊花幼稚園
- みのり幼稚園
- わかくさ幼稚園

#### 中区
- 大須幼稚園
- お東幼稚園
- 名古屋教会幼稚園
- 西別院幼稚園
- 松元幼稚園

#### 昭和区
- 希望幼稚園
- キッズランド幼稚園
- 高辻幼稚園
- 滝子幼稚園
- 第一村雲幼稚園
- 南山幼稚園
- 広路幼稚園
- みちる幼稚園
- 明生幼稚園

#### 瑞穂区
- 享栄幼稚園
- 旭幼稚園
- 萩山幼稚園
- 白竜幼稚園
- みずほが丘幼稚園
- 弥富幼稚園
- 弥富二葉幼稚園
- 陽明旭幼稚園

#### 熱田区
- 内田橋聖アントニオ幼稚園
- 堅磐信誠幼稚園
- 白鳥幼稚園
- 聖テレジア幼稚園
- 大乗幼稚園

#### 中川区
- 打中幼稚園
- 五反田幼稚園
- 正雲寺幼稚園
- 星条幼稚園
- 戸田幼稚園
- 戸田桜台幼稚園
- のぞみ幼稚園
- 法誓幼稚園
- 万場幼稚園

#### 港区
- うぐいす幼稚園
- 小碓幼稚園
- 呉竹幼稚園
- 慶和幼稚園
- 港北幼稚園
- しらさぎ幼稚園
- 西福田幼稚園
- 萬泰幼稚園
- 富士文化幼稚園

#### 南区
- 葵第一幼稚園
- 葵第二幼稚園
- いずみ幼稚園
- 大江幼稚園
- 小桜幼稚園
- 正和幼稚園
- 善東幼稚園
- 曽池ひかり幼稚園
- 第二松元幼稚園
- 鶴田幼稚園
- 道徳和光幼稚園
- マハヤナ幼稚園
- みどり幼稚園
- 山崎幼稚園
- ユタカ幼稚園

#### 守山区
- 小幡あさひ幼稚園
- 喜多山幼稚園
- 吉根みどり幼稚園
- 金城学院幼稚園
- 志だみ幼稚園
- 瀬古幼稚園
- 第二富士幼稚園
- 第二若竹幼稚園
- ともしび幼稚園
- ひまわり幼稚園
- みつる幼稚園
- 守山幼稚園

#### 緑区
- 有松幼稚園
- 池上台幼稚園
- あけの星幼稚園
- 黒石みどり幼稚園
- 新生幼稚園
- 徳重幼稚園
- 鳴海幼稚園
- 鳴海ヶ丘幼稚園
- 平手幼稚園
- マツガネ台幼稚園
- みそのラファエル幼稚園
- 風かおる丘幼稚園

#### 名東区
- 愛英西山幼稚園
- 愛英名東幼稚園
- 東貴船幼稚園
- あいわ幼稚園
- 上社幼稚園
- 健峰幼稚園
- 高針幼稚園
- むらくも幼稚園
- 東名幼稚園
- 名古屋東幼稚園
- 星ヶ丘幼稚園
- 珉光幼稚園
- よもぎ幼稚園

#### 天白区
- 愛英黒石幼稚園
- 栄光八事幼稚園
- 島田幼稚園
- 高坂幼稚園
- 天道幼稚園
- 名古屋あかつき幼稚園
- 名古屋葵大学付属幼稚園
- 原幼稚園
- ひばり幼稚園
- 風の子幼児園

### 豊橋市
- 曙幼稚園
- 牛川育英幼稚園
- 恵日幼稚園
- 大清水幼稚園
- 希望が丘幼稚園
- こばと幼稚園
- 仔羊幼稚園
- 悟真寺幼稚園
- 寿泉寺幼稚園
- 寿泉寺いずみ幼稚園
- 寿泉寺みゆき幼稚園
- 高師台幼稚園
- 高洲若葉幼稚園
- 豊岡幼稚園
- 豊橋旭幼稚園
- 豊橋才能教育幼稚園
- たかくら幼稚園
- 豊橋中央幼稚園
- 豊橋若葉幼稚園
- にじの森幼稚園
- 花園幼稚園
- 光幼稚園
- 富士見幼稚園
- 富士見台幼稚園
- 二川幼稚園
- 不動院幼稚園
- むさしの幼稚園
- ゆめの子幼稚園

### 岡崎市
- 愛隣幼稚園
- あさひこ幼稚園
- 岡崎女子短期大学付属第一早蕨幼稚園
- 岡崎女子短期大学付属第二早蕨幼稚園
- 岡崎女子短期大学付属嫩幼稚園
- かおる幼稚園
- 聖カタリナ幼稚園
- 竹の子幼稚園
- たつみ幼稚園
- 長瀬台幼稚園
- 橋目幼稚園
- まこと幼稚園
- 岡崎聖園マリア幼稚園
- みやこ幼稚園
- みやこ第二幼稚園
- めぐみ幼稚園
- 本宿幼稚園
- レオナ第一幼稚園
- レオナ第二幼稚園
- やはぎみやこ幼稚園
- 矢作白鳥幼稚園

### 一宮市
- 一宮ひがし幼稚園
- はぎわら幼稚園
- 修文大学附属一宮幼稚園
- 一宮聖光幼稚園
- 大野幼稚園
- おじま幼稚園
- 北方幼稚園
- 九品寺幼稚園
- 劔正幼稚園
- サンタ・マリア幼稚園
- たんぽぽ幼稚園
- 中田劔正幼稚園
- 西成幼稚園
- 平安幼稚園
- 龍明寺幼稚園
- きそがわ幼稚園
- 木曽川花園幼稚園
- 金剛幼稚園
- 金剛プラザ幼稚園
- 尾西幼稚園
- 一宮栽松幼稚園
- 丹陽幼稚園
- 千秋幼稚園
- 大和東幼稚園

### 瀬戸市
- 瀬戸幼稚園
- 瀬戸ひなご幼稚園
- はちまん幼稚園
- 菱野幼稚園
- 真貴幼稚園
- マリア幼稚園
- 雪の聖母幼稚園

### 半田市
- つばさ幼稚園
- 長根幼稚園

### 春日井市
- 旭ヶ丘幼稚園
- 味美幼稚園
- いとう幼稚園
- 牛山幼稚園
- 春日マリア幼稚園
- 春日井いずみ幼稚園
- 勝川幼稚園
- 菊武幼稚園
- 高蔵寺幼稚園
- こまどり幼稚園
- 桜ヶ丘幼稚園
- 第二ひばり幼稚園
- 中央台幼稚園
- 中央大和幼稚園
- 月見幼稚園
- ナザレ幼稚園
- ひかり第一幼稚園
- ひがしの幼稚園
- ひなご幼稚園
- 藤山台幼稚園
- 美園幼稚園
- 三ツ星幼稚園

### 豊川市
- 愛知双葉幼稚園
- 光明寺幼稚園
- 西明寺幼稚園
- 豊川幼稚園
- 豊川東幼稚園
- 花井幼稚園

### 津島市
- 昭和幼稚園
- 津島幼稚園
- 津島西幼稚園
- 津島みどり幼稚園
- 双葉幼稚園
- 百島幼稚園

### 碧南市
- へきなん幼稚園

### 刈谷市
- 暁星幼稚園
- 刈谷大和幼稚園

### 豊田市
- 五ヶ丘大和幼稚園
- 井上幼稚園
- 挙母ルーテル幼稚園
- 浄水松元幼稚園
- 豊田聖霊幼稚園
- 豊田大和幼稚園
- 保見ヶ丘幼稚園
- まふみ幼稚園
- 美里幼稚園
- 松平大和幼稚園
- ベル豊田幼稚園
- 中山松元幼稚園
- 飯野ひかり幼稚園
- 青木幼稚園
- ひらしば幼稚園
- 林丘幼稚園

### 安城市
- 愛知学泉短期大学附属幼稚園
- 愛知学泉大学附属幼稚園
- 愛知学泉大学附属桜井幼稚園
- 石橋幼稚園
- 慈恵幼稚園
- 第二慈恵幼稚園
- てらべ幼稚園
- ともえ幼稚園
- 二本木幼稚園

### 西尾市
- ながら幼稚園
- 西尾中央幼稚園
- はずみやこ幼稚園

### 蒲郡市
- 木船幼稚園
- 蒲郡あけぼの幼稚園
- 蒲郡あさひこ幼稚園

### 犬山市
- 名古屋経済大学附属市邨幼稚園
- 光明幼稚園
- 光明第二幼稚園
- 杉の子幼稚園

### 常滑市
- 常滑大和幼稚園

### 江南市
- 江南幼稚園
- 江南第二幼稚園
- すみれ幼稚園
- 愛知江南短期大学付属幼稚園

### 小牧市
- 旭ヶ丘第二幼稚園
- あおぞら幼稚園
- 名北ゼンヌ幼稚園
- 市之久田幼稚園
- 小牧幼稚園
- 太陽幼稚園
- 外山幼稚園
- 美鳥幼稚園
- 美鳥第二幼稚園
- 桃花台ひまわり幼稚園

### 稲沢市
- ぶんきょう幼稚園
- しんわ幼稚園
- 大里双葉幼稚園
- 祖父江幼稚園
- 六輪幼稚園

### 東海市
- 葵名和幼稚園
- 明佳幼稚園
- 雨尾幼稚園
- 上野台幼稚園
- 東海めぐみ幼稚園

### 大府市
- 至学館大学附属幼稚園
- 大府西パレット幼稚園
- ジーニアス幼稚園
- 大府大和幼稚園

### 知多市
- 世真留愛敬幼稚園
- 長浦聖母幼稚園
- まさ美幼稚園
- 明愛幼稚園
- まさみが丘幼稚園

### 知立市
- 桜木幼稚園
- 知立幼稚園
- 長篠幼稚園
- はなの木幼稚園

### 尾張旭市
- 愛英本地幼稚園
- 旭富士幼稚園
- しらぎく幼稚園
- 東春暁幼稚園

### 高浜市
- 高浜ひかり幼稚園

### 岩倉市
- 岩倉幼稚園
- 岩倉北幼稚園
- 岩倉遊花幼稚園
- 岩倉遊花北幼稚園
- 曽野幼稚園
- 曽野第二幼稚園

### 豊明市
- 暁幼稚園
- 双峰幼稚園
- 豊明幼稚園
- 名古屋短期大学付属幼稚園
- 星の城幼稚園

### 日進市
- 日進旭丘幼稚園
- 日進ベタニヤ幼稚園
- ハイランド白山幼稚園
- はくさん幼稚園
- 和合あかつき幼稚園
- 香久山幼稚園

### 田原市
- 蔵王幼稚園
- 田原赤石幼稚園

### 愛西市
- 天王幼稚園
- とみよし幼稚園
- 諏訪幼稚園

### 北名古屋市
- 西春幼稚園
- 栄和幼稚園
- 師勝幼稚園
- 師勝はなの樹幼稚園
- 名古屋芸術大学附属クリエ幼稚園

### 弥富市
- 弥富第一幼稚園
- 弥富はばたき幼稚園

### みよし市
- 東山幼稚園
- ベル三好幼稚園
- 三好文化幼稚園
- 三好桃山幼稚園
- 名古屋柳城短期大学附属三好丘聖マーガレット幼稚園
- まこと第二幼稚園

### あま市
- 青山幼稚園
- 七宝幼稚園
- 中川幼稚園
- 木田幼稚園
- 明和幼稚園
- 甚目寺幼稚園

### 長久手市
- 愛知たいよう幼稚園
- さつき幼稚園
- 自然幼稚園

### 愛知郡

#### 東郷町
- 東郷旭丘幼稚園

### 西春日井郡

#### 豊山町
- 天使幼稚園

### 丹羽郡

#### 大口町
- 大口幼稚園
- ラ・モーナ幼稚園

#### 扶桑町
- 扶桑幼稚園

### 海部郡

#### 大治町
- 大治幼稚園
- 大治いずみ幼稚園
- ずいよう幼稚園

#### 蟹江町
- 須成東幼稚園
- 蟹江幼稚園
- はばたき幼稚園

### 知多郡

#### 東浦町
- 東ヶ丘幼稚園

#### 美浜町
- 知多大和幼稚園

### 額田郡

#### 幸田町
- 幸田あけぼの第一幼稚園
- 幸田あけぼの第二幼稚園
- たつみ第二幼稚園